# Бурська Інна Володимирівна
І́нна Володи́мирівна Бу́рська (9 вересня 1887, Київ — 25 червня 1954, Чикаго) — українська оперна співачка (мецо-сопрано, контральто); солістка Одеської опери, Метрополітен-опера. Дружина співака Петра Скуби.

## Біографія
Вивчала математику в Петербурзі. Співу навчалася в Київському музичному училищі, пізніше удосконалювала майстерність в Італії.
Дебютувала на оперній сцені в 1913 році в Києві, де виступала до 1916 року. У 1916—1917 роках виступала в Одеському оперному театрі, у 1917—1918 роках — в Єкатеринбурзі. Протягом 1919—1920 років в складі російської Пересувної опери гастролювала в Китаї, Сингапурі, Індонезії та Північній Америці.
У 1922—1923 роках — солістка Чиказької опери. У 1923—1937 роках виступала в Метрополітен-опера (дебютувала в партії Маддалени, «Ріголетто» Дж. Верді). Гастролювала в оперних театрах Сан-Франциско, Балтімора, Лос-Анжелеса, Філадельфії.
Вела викладацьку діяльність в Нью-Йорку.

## Партії
- Вакханка («Ноктюрн» М. Лисенко, 1914)
- Кончаківна («Князь Ігор» А. Бородіна)
- Княгиня («Русалка» А. Даргомижського)
- Ганна («Травнева ніч» М. Римського-Корсакова)
- Весна-красна («Снігуронька» М. Римського-Корсакова)
- Поліна («Пікова дама» П. Чайковського)
- Тереза («Сомнамбула» В. Белліні, цю партію виконувала 81 раз)
- Маддалена («Ріголетто» Дж. Верді)
- Преціозилла («Сила долі» Дж. Верді)
- Амнеріс («Аїда» Дж. Верді)
- Азучена («Трубадур» Дж. Верді)
- Лола («Сільська честь» П. Масканьї)
- Кармен (однойм. опера Ж. Бізе)
- Матір («Луїза» Г. Шарпантьє)
- Женевьєва («Пеллеас і Мелізанда» К. Дебюссі)

На сцені Метрополітен-опера:
- Mrs.Glyn («Петер Іббетсон» Д. Тейлора;[4] диригент Т. Серафін, 7 лютого 1931)
- Кухарочка («Соловей» І. Стравинського, французькою; диригент Т. Серафін, 6 березня 1926)
- Любава Буслаєвна («Садко» М. Римського-Корсакова, французькою, 25 січня 1930)
- Хиври («Сорочинський ярмарок» М. Мусоргського, італійською, 29 листопада 1930)
- Марина Мнішек («Борис Годунов» М. Мусоргського, 19 листопада 1924)
- Господиня корчми («Борис Годунов» М. Мусоргського, 7 листопада 1925)
- Мамка («Борис Годунов» М. Мусоргського, 29 березня 1928)

У Сан-Франциско:
- Памела («Фра-Диявол» Д. Обера, 1924)
- Кармен (однойм. опера Ж. Бізе, 1927)

У Філадельфії:
- Сузукі («Мадам Баттерфляй» Дж. Пуччіні, 1925)
- Бостан («Багдадський цирульник» П. Корнеліуса, 1925)
- Кухарочка («Соловей» І. Стравинського, 9 березня 1926)